# Platanias
Platanias (en griego: Πλατανιάς) es un pueblo y municipio de la isla griega de Creta, Grecia. Se encuentra a unos 10 kilómetros al oeste de la ciudad de La Canea y al este de Kastelli-Kissamos, en la bahía de La Canea. La sede del municipio es el pueblo de Gerani. Platanias es un pueblo turístico popular, no muy lejos de la costa se encuentra la isla de Agioi Theodoroi.

## Historia
Platanias pueblo se asienta al lado del río Iardanos o Platania. El antiguo pueblo de Platanias se encuentra en la parte superior de una colina, fue allí donde los habitantes de Platanias encontraron refugio escapando de piratas y otros invasores a través de los siglos.
Los hallazgos arqueológicos en excavaciones en aldeas vecinas permiten concluir que la historia de Platanias se remonta al período minoico antiguo (3100 a. C.-2200 a. C.). Se descubrieron objetos funerarios y de culto en Modi y Vrissés y hay vestigios de villas rurales y túmulos en forma de tholos que atestiguan la ocupación humana y el desarrollo de la región entre los siglos XIII y IV a. C. Durante el período minoico, el islote de Thodorou fue un «asilo sagrado».
A partir del siglo VII, los ataques de piratas hicieron peligrosa la vida en las costas cretenses, por lo que las poblaciones preferían vivir en el interior, lejos del mar, en lugares altos con buenas vistas, desde donde podían vigilar la llegada de barcos enemigos. Esta ha sido la principal razón para que Ano Platanias se construyera en la colina de la acrópolis. Como el resto de la isla, Platanias estuvo bajo el dominio árabe durante el emirato de Creta a partir de la década de 820, volviendo a pertenecer al Imperio bizantino en 961.
El período de dominio veneciano que siguió a la conquista de Constantinopla por los cruzados en 1204 dejó marcas indelebles de su influencia en el área. En los inventarios venecianos Platanias es mencionado como Platanea y Platanea Pirgho, y descrita como una aldea en forma de herradura construida donde está actualmente Ano Platanias.

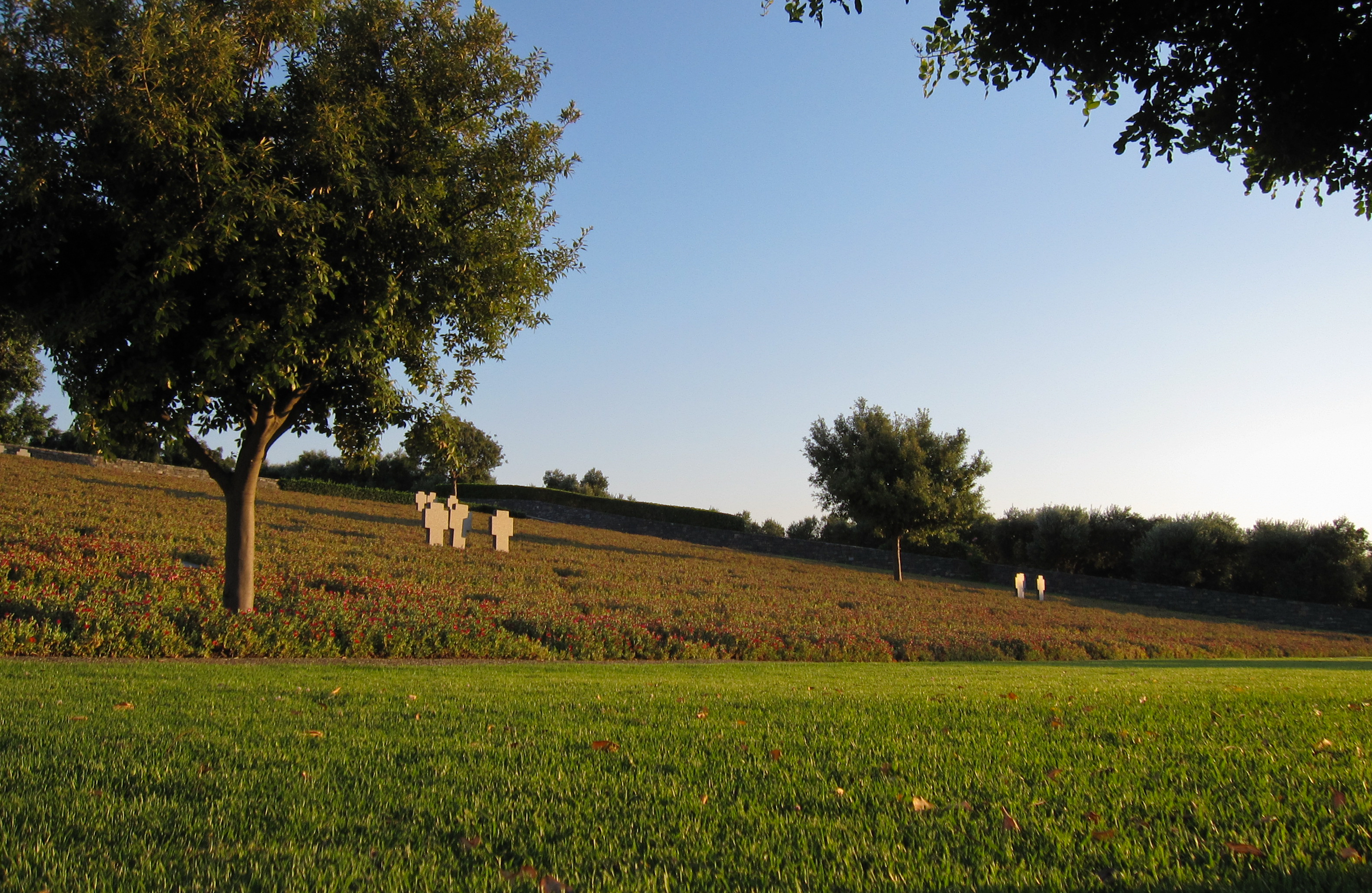
Cementerio militar alemán de Máleme.

En 1645 Creta fue conquistada por el Imperio otomano. Durante la batalla por la fortaleza del islote de Thodorou murieron algunos habitantes de la aldea; los 70 defensores prefirieron morir explotando la fortaleza que rendirse a las tropas turcas. En Ano Platanias todavía hay algunos edificios de los últimos años de la ocupación otomana. Hay también un puesto de vigilancia turco excavado en la roca. Los otomanos llegaron a instalar un gran cañón escondido en una cueva de la ladera de la colina para defender el área de ataques enemigos. Hay un relato de la visita de un viajero a Platanias en 1881: «[...] el doctor y arqueólogo Iosif Hatzidakis tardó dos horas en recorrer los 11 km de La Canea a Platanias. Después de descansar en un kafeneion (café) construido a la sombra de un gran plátano cerca del río, subió a la acrópolis de Platanias, o en otras palabras a la aldea en el monte. La aldea consistía en 150 casas y 70 niños frecuentaban la escuela local».
Una de las fases más sangrientas de la batalla de Creta, que terminó con la conquista de la isla por los alemanes durante la Segunda Guerra Mundial, en mayo de 1941, fue la toma de la vecina base aérea de Máleme.

## Municipio
El municipio Platanias se formó en la reforma del gobierno local de 2011 por la fusión de los siguientes 4 municipios anteriores, que se convirtieron en las unidades municipales:
- Kolymvari
- Mousouroi
- Platanias
- Voukolies

## Deporte
En la ciudad se encuentra el Fútbol Club Platanias. En 2012, Platanias fue ascendido a la Superliga de Grecia, por primera vez en su historia, después de ganar la promoción de los play-offs de la Beta Ethniki 2011-12.